# Haematopota maculata
Haematopota maculata är en tvåvingeart som beskrevs av de Meijere 1911. Haematopota maculata ingår i släktet Haematopota och familjen bromsar. Inga underarter finns listade i Catalogue of Life.